# Elena Esteban
Elena Esteban est une ancienne joueuse de volley-ball espagnole, née le 13 juin 1982 à Murillo de Río Leza. Elle mesure 1,81 m et jouait au poste de libero. Elle a terminé sa carrière en 2013

## Clubs
| Club                         | De        | À         |
| ---------------------------- | --------- | --------- |
| Club Voleibol Diego Porcelos | 2000-2001 | 2004-2005 |
| Universidad de Granada       | 2005-2006 | 2007-2008 |
| Voleibol Asociación Toledo   | 2008-2008 | 2008-2008 |
| Club Voleibol Ciutadella     | 2008-2009 | 2009-2010 |
| Club Voleibol Murillo        | 2010-2011 | 2012-2013 |

## Palmarès
- Championnat d'Espagne
  - Finaliste : 2010, 2013.
- Coupe d'Espagne
  - Finaliste : 2001, 2002, 2003, 2009, 2012, 2013.
- Supercoupe d'Espagne
  - Finaliste : 2002, 2009.